# Fontanaluccia
Fontanaluccia is een plaats (frazione) in de Italiaanse gemeente Frassinoro.